# دهالوآ
دهالوآ (به لاتین: Dhalua) یک منطقهٔ مسکونی در بنگلادش است که در ناحیه برگونه واقع شده‌است.